# 하나후사 미노루
하나후사 미노루(일본어: 花房 稔, 1996년 7월 30일~)는 일본의 축구 선수이다.

## 구단 경력
그는 2019년 J2리그의 FC 류큐에 입단했다. 2020년 J3리그의 YSCC 요코하마로 이적했다. 2024년후 일본 풋볼 리그에 강등했다.